# Strozza
Strozza (lombardul: Stròsa) település Olaszországban, Lombardia régióban, Bergamo megyében. Lakosainak száma 1112 fő (2023. január 1.). Strozza Almenno San Bartolomeo, Almenno San Salvatore, Capizzone, Roncola és Ubiale Clanezzo községekkel határos.

## Népesség
A település lakossága az elmúlt években az alábbi módon változott:
| Lakosok száma | 1080 | 1071 | 1112 |
|               | 2017 | 2018 | 2023 |